# Poliana (Crimea)
|  | Per a altres significats, vegeu «Poliana». |

Poliana (en ucraïnès i en rus: Поляна) és un poble de la República Autònoma de Crimea, a Ucraïna, que el 2014 tenia 178 habitants. Pertany al districte de Bakhtxissarai. Fins al 1945 la vila es deia Màrkur.